# Ella at the Opera House
Ella at the Opera House från 1958 är ett livealbum med Ella Fitzgerald. Albumet spelades in i september 1957 i Chicago Opera House och i oktober 1957 i Shrine Auditorium, Los Angeles.

## Låtlista
1. It's All Right with Me (Cole Porter) – 2:31
2. Don'cha Go 'Way Mad (Jim Mundy/Illinois Jacquet/Al Stillman) – 2:42
3. Bewitched, Bothered and Bewildered (Richard Rodgers/Lorenz Hart) – 3:01
4. These Foolish Things (Jack Strachey/Harry Link/Eric Maschwitz) – 3:46
5. Ill Wind (Harold Arlen/Ted Koehler) – 2:41
6. Goody Goody (Johnny Mercer/Matty Malneck) – 1:54
7. Moonlight in Vermont (John Blackburn/Karl Suessdorf) – 3:05
8. Them There Eyes (Doris Tauber/William Tracey/Maceo Pinkard) – 2:07
9. Stompin' at the Savoy (Edgar Sampson/Andy Razaf) – 5:15
10. It's All Right with Me (Cole Porter) – 2:44
11. Don'cha Go 'Way Mad (Jim Mundy/Illinois Jacquet/Al Stillman) – 2:32
12. Bewitched, Bothered and Bewildered (Richard Rodgers/Lorenz Hart) – 3:22
13. These Foolish Things (Jack Strachey/Harry Link/Eric Maschwitz) – 3:49
14. Ill Wind (Harold Arlen/Ted Koehler) – 2:53
15. Goody Goody (Johnny Mercer/Matty Malneck) – 1:55
16. Moonlight in Vermont (John Blackburn/Karl Suessdorf) – 3:17
17. Stompin' at the Savoy (Edgar Sampson/Andy Razaf) – 7:15
18. Oh, Lady Be Good (George Gershwin/Ira Gershwin) – 4:24

## Inspelningsdata
Spår 1–9 är inspelade i stereo den 29 september 1957 i Chicago Opera House.
Spår 10–18 är inspelade i mono den 7 oktober 1957 i Shrine Auditorium, Los Angeles.
På 1958 års original-LP finns endast spår 10–18.

## Medverkande
- Ella Fitzgerald – sång
- Oscar Peterson – piano
- Herb Ellis – gitarr
- Ray Brown – bas
- Jo Jones – trummor (spår 1–8, 10–16)
- Connie Kay – trummor (spår 9, 17, 18)
- Roy Eldridge – trumpet (spår 9, 17, 18)
- J. J. Johnson – trombon (spår 9, 17, 18)
- Sonny Stitt – altsax (spår 9, 17, 18)
- Lester Young – tenorsax (spår 9, 17, 18)
- Illinois Jacquet – tenorsax (spår 9, 17, 18)
- Coleman Hawkins – tenorsax (spår 9, 17, 18)
- Stan Getz – tenorsax (spår 9, 17, 18)
- Flip Phillips – tenorsax (spår 9, 17, 18)